# Laigny
Laigny é uma comuna francesa na região administrativa de Altos da França, no departamento de Aisne. Estende-se por uma área de 10,83 km². Em 2010 a comuna tinha 197 habitantes (densidade: 18,2 hab./km²).